# سیارک ۴۹۶۸
سیارک ۴۹۶۸ (به انگلیسی: 4968 Suzamur، نامگذاری:1986PQ) چهار هزار و نهصد و شصت و هشتمین سیارک کشف شده‌است که در ۱ اوت ۱۹۸۶ کشف شد.
قدر مطلق سیارک برابر ۱۲٫۷۰ است.